# Cleber Lima da Silva
Cleber Lima da Silva foi um político brasileiro do estado de Minas Gerais.
Cleber Lima foi deputado estadual de Minas Gerais durante a 10ª legislatura (1985 - 1987), como suplente de deputados afastados.